# Naruto the Movie 2: Great Clash! The Illusionary Ruins at the Depths of the Earth
The Great Clash! The Phantom Ruins in the Depths of the Earth (大激突！幻の地底遺跡だってばよ Daigekitotsu! Maboroshi no Chiteiiseki Dattebayo) är den andra filmen baserad på anime- och manga-serien Naruto av Masashi Kishimoto. Filmen hade premiär i Japan den 6 augusti 2005.

## Handling
Filmen börjar med en nattlig strid vid en övergiven kust mellan ninjor från Sandlandet och soldater med klumpiga rustningar. Trots deras insats så blir sandninjorna slagna på grund av deras fienders råa styrka och mystik. Vid denna punkt så anländer förstärkningen, Gaara och Kankuro, och jämnar ut oddsen. Kankuro skär sönder en soldat med hans docka medan Gaara förintar ett stort antal fiender med hans teknik Desert Imperial Funeral. Men när Gaara beordrar sandninjorna att skjuta ett signalljus mot de flyende fienderna så anländer ett stort krigsskepp (inte helt olikt det franska slagskeppet Redoutable från 1873) med förstärkningar åt fienden. Skeppet öppnar eld med någon sorts missiler och Gaaras sandsköld klarar nätt och jämnt att skydda sina kamrater.
Senare så är Naruto, Shikamaru och Sakura på väg till deras by för att lämna ett husdjur som hade kommit bort. Men på väg till byn möter de en mystisk riddare, Temujin, och de strider på platsen. I striden så ramlar de nerför en klippa och gruppen separeras. Shikamaru stöter då på ett enormt stort och rörligt fort.
Naruto vaknar upp, skadad, i en vagn liggande bredvid Temujin, som sover. Vagnen tillhör ett land på flykt, och är en del av deras karavan.
Under tiden så har Sakura och Shikamaru delat på sig för att leta upp Naruto. Shikamaru spionerar på fortet och hittar ett laboratorium fyllt med barn instängda i kapslar och två flickor, med samma rustning som Temuji, som pratar om en sten vid namn Gelel.
Filmen handlar främst om en speciell mineral som kallas Gelel-stenen som har stora och mystiska krafter. En gång i tiden fanns det en klan som kunde kontrollera stenens krafter (landet på flykt och Temujin är en del av denna klan), men klanen upplöstes på grund av bråk rörande stenen.